# カラスフウチョウ
カラスフウチョウ （烏風鳥、学名：Lycocorax pyrrhopterus）は、スズメ目フウチョウ科の鳥類。

## 分布
モルッカ諸島